# Гейдарова, Тамара Бабир кызы
Тамара Бабир кызы Гейдарова (азерб. Tamara Bəbir qızı Heydərova; род. 1927, Шамсыз, Армянская ССР) — советский азербайджанский виноградарь, Герой Социалистического Труда (1955).

## Биография
Родилась в 1927 году в селе Шамсыз (позже Горисский район, ныне Сюникская область) Армянской ССР.
С 1943 года рабочая, звеньевая виноградарского совхоза имени Натаван, лаборант виноградарской лаборатории Агдамского района Азербайджанской ССР, с 1962 года рабочая Агдамского мясокомбината. В 1953 году получила урожай винограда 306,6 центнер с гектара на площади 7,6 гектаров.
С 2002 года президентский пенсионер.
Указом Президиума Верховного Совета СССР от 16 мая 1955 года за получение высоких урожаев винограда в 1953 году на поливных виноградниках Гейдарова Тамара Бабир кызы присвоено звание Героя Социалистического Труда с вручением ордена Ленина и золотой медали «Серп и Молот».
Активно участвовала в общественной жизни Азербайджана. Член КПСС с 1964 года.